# Montée du Salève
La montée du Salève (anciennement Genève-Le Salève puis Saint-Julien-Le Salève) est une course de montagne reliant Annemasse (anciennement Genève puis Saint-Julien-en-Genevois) au sommet du Salève dans le département de la Haute-Savoie en France. Elle s'est tenue de 1975 à 2005.

## Histoire
La course est créée en 1975 par Willy Zürcher qui souhaite voir une course de montagne gravir le célèbre Salève. Soutenu dans sa démarche par le magazine Spiridon, l'épreuve est inscrite au calendrier de la Coupe internationale de la montagne dès sa première édition. Elle a lieu le samedi 20 septembre 1975 et voit 389 coureurs rallier la ligne d'arrivée. Les Suisses Albrecht Moser et Odette Vetter sont les premiers vainqueurs,.
La course connaît rapidement un succès populaire et voit également une forte participation de coureurs internationaux dont de nombreux spécialistes de la discipline ainsi que des marathoniens,.
Le départ est déplacé à Saint-Julien-en-Genevois en 1985. Elle obtient le statut de « super-cime » en 1988.
En 2000, le club de La Foulée d'Annemasse reprend l'organisation de la course. Le parcours est modifié avec un départ à Annemasse.
L'édition 2004 accueille les championnats de France de course en montagne sur un parcours adapté pour l'occasion. Raymond Fontaine et Isabelle Guillot remportent la course et sont titrés,.
La course connaît sa dernière édition en 2005.

## Parcours
En 1975, le départ est donné au stade du Bout du Monde à Champel. Le parcours se dirige ensuite à Collonges-sous-Salève puis emprunte la route de la Croisette pour effectuer la montée au Salève. L'arrivée est donnée à l'observatoire. Le parcours mesure 18,5 km pour 890 m de dénivelé,.
En 1985, le départ est déplacé à Saint-Julien-en-Genevois pour une longueur identique.
En 2000, le départ est déplacé à Annemasse. La montée est effectuée par Mornex et la route des 3 Lacs. Le parcours est raccourci à 12 km pour 860 m de dénivelé.

## Vainqueurs
| Année | Hommes                 | Temps           | Femmes                 | Temps           |
| ----- | ---------------------- | --------------- | ---------------------- | --------------- |
| 1975  | Albrecht Moser         | 1 h 9 min 6 s   | Odette Velter          | 1 h 39 min 29 s |
| 1976  | Stefan Solèr           | 1 h 9 min 12 s  | Ingrid Bracco          | 1 h 34 min 4 s  |
| 1977  | Barry Watson           | 1 h 8 min 32 s  | Marijke Moser          | 1 h 33 min 59 s |
| 1978  | Jean André             | 1 h 9 min 25 s  | Katharina Beck         | 1 h 34 min 56 s |
| 1979  | Peter Standing         | 1 h 6 min 45 s  | Erika Schumacher       | 1 h 31 min 15 s |
| 1980  | Bob Treadwell          | 1 h 9 min 11 s  | Cyndy Moore            | 1 h 41 min 24 s |
| 1981  | Bob Treadwell          | 1 h 9 min 9 s   | Cyndy Moore            | 1 h 42 min 3 s  |
| 1982  | Bob Treadwell          | 1 h 8 min 29 s  | Fatima Santos          | 1 h 38 min 22 s |
| 1983  | Bob Treadwell          | 1 h 7 min 38 s  | Fatima Santos          | 1 h 37 min 6 s  |
| 1984  | Bob Treadwell          | 1 h 8 min 25 s  | Susan Gaskell          | 1 h 29 min 46 s |
| 1985  | Dominique Zehfus       | 1 h 13 min 45 s | Annick Mérot           | 1 h 35 min 38 s |
| 1986  | Jean-Claude Gentzik    | 1 h 15 min 36 s | Josiane Gay            | 1 h 34 min 13 s |
| 1987  | Mohamed Youkmane       | 1 h 9 min 47 s  | Dominique Duchêne      | 1 h 32 min 50 s |
| 1988  | Franck Richard         | 1 h 13 min 28 s | Carol Haigh            | 1 h 24 min 18 s |
| 1989  | Chaham El Maati        | 1 h 13 min 26 s | Noëlle Julien          | 1 h 35 min 5 s  |
| 1990  | Michel Humbert         | 1 h 13 min 6 s  | Patricia Muriset       | 1 h 33 min 47 s |
| 1991  | Michel Garnier         | 1 h 12 min 59 s | Christine Kling        | 1 h 25 min 28 s |
| 1992  | Michel Garnier         | 1 h 15 min 53 s | Christine Kling        | 1 h 26 min 40 s |
| 1993  | José Riveros           | 1 h 13 min 34 s | Christine Kling        | 1 h 25 min 57 s |
| 1994  | Michel Garnier         | 1 h 15 min 1 s  | Christine Kling        | 1 h 24 min 32 s |
| 1995  | Rafik Hamdi            | 1 h 1 min 6 s   | Christine Kling        | 1 h 14 min 13 s |
| 1996  | Alberto Juzdado        | 1 h 12 min 52 s | Brigitte Eustache      | 1 h 31 min 27 s |
| 1997  | Rafik Hamdi            | 1 h 12 min 38 s | Maryse Jaunin          | 1 h 36 min 34 s |
| 1998  | Rafik Hamdi            | 1 h 16 min 40 s | Fabiola Rueda-Oppliger | 1 h 27 min 15 s |
| 1999  | Mohamed Boudifa        | 1 h 14 min 12 s | Fabiola Rueda-Oppliger | 1 h 29 min 35 s |
| 2000  | Rafik Hamdi            | 59 min 17 s     | Françoise Guidini      | 1 h 18 min 39 s |
| 2001  | Rafik Hamdi            | 1 h 3 min 20 s  | Yvona Jenc             | 1 h 20 min 30 s |
| 2002  | Jean-Christophe Dupont | 58 min 53 s     | Isabelle Guillot       | 1 h 9 min 56 s  |
| 2003  | Jean-Christophe Dupont | 1 h 0 min 24 s  | Sally Chanel           | 1 h 16 min 24 s |
| 2004  | Raymond Fontaine       | 1 h 1 min 11 s  | Isabelle Guillot       | 58 min 29 s     |
| 2005  | Jean-Christophe Dupont | 1 h 4 min 59 s  | Isabelle Guillot       | 1 h 15 min 23 s |

 Record de l'épreuve (12 km)